# Madden NFL 12
Madden NFL 12 est un jeu vidéo de sport (football américain) sorti en 2011 sur Xbox 360, PlayStation 3, Nintendo Wii et PSP. Le jeu a été développé par EA Tiburon et édité par EA Sports. Il fait partie de la série Madden NFL.

## Accueil
- Jeuxvideo.com : 13/20 (PS3/X360)[1]